# Saint-Nicolas-de-la-Grave
Saint-Nicolas-de-la-Grave är en kommun i departementet Tarn-et-Garonne i regionen Occitanien i södra Frankrike. Kommunen ligger i kantonen Saint-Nicolas-de-la-Grave som tillhör arrondissementet Castelsarrasin. År 2022 hade Saint-Nicolas-de-la-Grave 2 287 invånare.

## Befolkningsutveckling
Antalet invånare i kommunen Saint-Nicolas-de-la-Grave
| Referens: INSEE |